# عصمت منصور
عصمت منصور (مواليد 20 نوفمبر 1986) هي ربّاعة مصرية، مثّلت مصر في دورة لندن 2012.

## المشاركة الأولمبية

### لندن 2012
| الرياضيّة   | الحدث   | خطف     | خطف     | نتر     | نتر     | المجموع | الترتيب |
| الرياضيّة   | الحدث   | النتيجة | الترتيب | النتيجة | الترتيب | المجموع | الترتيب |
| ---------- | ------- | ------- | ------- | ------- | ------- | ------- | ------- |
| عصمت منصور | −69 كجم | 105     | 9       | 130     | 9       | 235     | 9       |

## روابط خارجية
- عصمت منصور على موقع أوليمبيديا (الإنجليزية)